# Задняя Гряда
За́дняя Гряда́ (бел. За́дняя Града́) — деревня в составе Протасевичского сельсовета Осиповичского района Могилёвской области Белоруссии.

## Этимология названия
В основе названия «Задняя Гряда» лежит термин «гряда», обозначающий твёрдую полосу земли на заболоченной местности либо возвышенную полосу на равнине. Определение дано для характеристики особенностей объекта, то есть гряды.

## Географическое положение
Деревня расположена в 15 км на юго-запад от Осиповичей, в 6 км от ж/д станции Деревцы на линии Осиповичи — Старые Дороги и в 148 км от Могилёва. Транспортные связи обеспечивает автодорога Осиповичи — Дараганово. Рядом пролегает железная дорога Осиповичи — Старые Дороги.
Планировку составляет одна короткая улица, трассированная перпендикулярно к железной дороге. В деревне преобладает деревянная застройка крестьянскими домами.

## История
В письменных источниках Задняя Гряда упоминается с начала XX века. В 1917 году деревня относилась к Чичеринской волости Бобруйского уезда Минской губернии. С 1920 года работала школа, а при ней библиотека; в 1922 году насчитывалось 22 ученика. Создание колхоза имени Н. К. Крупской относится к 1930 году.
Во время Великой Отечественной войны Задняя Гряда была оккупирована немецко-фашистскими войсками. Было сожжено 8 домов и убито 10 мирных жителей. На фронте погибли три жителя деревни.

## Население
- 1917 год — 137 человек, 20 дворов[1]
- 1926 год — 211 человек, 23 двора[1]
- 1959 год — 51 человек[1]
- 1986 год — 23 человека, 10 хозяйств[1]
- 2002 год — 12 человек, 7 хозяйств[1]
- 2007 год — 8 человек, 6 хозяйств[1]

## Комментарии
1. ↑  Названия и ударение даны по: Назвы населеных пунктаў Рэспублікі Беларусь: Магілёўская вобласць: нарматыўны даведнік / І. А. Гапоненка і інш.; пад рэд. В. П. Лемцюговай. — Минск: Тэхналогія, 2007. — С. 66. — 406 с. — ISBN 978-985-458-159-0..